# وليد عبد الملك الراوي
العميد الركن وليد عبد الملك الراوي، عسكري وكاتب وسياسي عراقي، شغل منصب سكرتير وزير الدفاع في العراق للفترة 1996-2003.

## ولادته ودراسته
ولد وليد الراوي في محافظة كربلاء عام 1956م، وبعد إكمالهِ لدراستهِ الأولية والثانوية إلتحق بالكلية العسكرية وتخرج منها عام 1981م في الدورة 62، شارك في الحرب العراقية الإيرانية، وحرب الخليج الثانية، وشغل مناصب عسكرية عديدة في الجيش العراقي ثم حصل على شهادة ماجستير في العلوم العسكرية من كلية الأركان العراقية عام 1992م، وشغل منصب سكرتير وزير الدفاع العراقي في عام 1996م، وظل في المنصب لغاية غزو العراق عام 2003، ولقد ترفع إلى رتبة عميد ركن، وحصل على شهادة الدكتوراه في التاريخ الإسلامي عام 2005، والدكتوراه في العلوم السياسية من جامعة لاهاي ( المفتوحة ) فرع الأردن عام 2010، وبعدها سافر إلى الخارج وعمل في عدة منظمات دولية للدفاع عن حقوق الإنسان، وأستقر في الولايات المتحدة. ولهُ مؤلفات تاريخية وعسكرية عديدة.

## من مؤلفاته
له العديد من المؤلفات ومنها:
- المنهج السلمي في نشر الدعوة الإسلامية في صدر الإسلام.
- المقاومة العراقية والمأزق الأمريكي.
- أضواء على الحركات والجماعات الإسلامية المعاصرة.
- العقيدة العسكرية لدولة الخلافة الإسلامية (داعش).
- دولة العراق الإسلامية.[5]